# Patrick Osterhage
Patrick Osterhage, né le 1er février 2000 à Göttingen en Allemagne, est un footballeur allemand évoluant au poste de milieu central au SC Fribourg.

## Biographie

### En club
Né à Göttingen en Allemagne, Patrick Osterhage commence à jouer au football au SC Marklohe puis est formé par le Werder Brême avant de rejoindre le Borussia Dortmund en 2017, où il poursuit sa formation. Avec l'équipe U19 du club il est sacré champion d'Allemagne de la catégorie lors de la saison 2018-2019. Il est alors perçu comme l'un des grands talents du club.
Non conservé par le Borussia Dortmund à l'été 2021, il rejoint librement le VfL Bochum. Le transfert est annoncé début juin 2021.
Il joue son premier match en professionnel lors d'une rencontre de championnat le 2 octobre 2021, face au RB Leipzig. Remplaçant au coup d'envoie, il entre en jeu à la place de Robert Tesche, et son équipe s'incline par trois buts à un ce jour-là. Le 12 février 2022, Osterhage se fait remarquer en réalisant deux passes décisives, lors d'un match de championnat face au Bayern Munich. Il contribue ainsi à la victoire surprenante de son équipe face au leader, (4-2 score final),.
Osterhage marque son premier but en professionnel sous les couleurs de Bochum, le 2 septembre 2023, contre le VfL Wolfsburg, en championnat. Titulaire, il ouvre le score et contribue ainsi à la victoire de son équipe par trois buts à un.
Après une saison 2023-2024 où il aura contribué au maintien de son équipe en première division, Patrick Osterhage quitte le club pour rejoindre le SC Fribourg à l'été 2024. Le transfert est annoncé dès le 15 avril 2024,

### En sélection
Patrick Osterhage compte une seule sélection avec l'équipe d'Allemagne des moins de 18 ans, obtenue le 26 mars 2018 contre la France. Il entre en jeu à la place de Felix Nmecha et son équipe s'incline ce jour-là (2-4 score final).
En mars 2022, Patrick Osterhage est convoqué pour la première fois avec l'équipe d'Allemagne espoirs. Le 3 juin 2022, il fait ses débuts avec les espoirs face à la Hongrie. Il entre en jeu et son équipe l'emporte par quatre buts à zéro.

## Statistiques
| Saison                | Club                  | Championnat           | Championnat | Championnat | Coupe(s) nationale(s) | Coupe(s) nationale(s) | Compétition(s) continentale(s) | Compétition(s) continentale(s) | Compétition(s) continentale(s) | Barrages | Barrages | Total | Total |
| Saison                | Club                  | Division              | M.          | B.          | M.                    | B.                    | Comp.                          | M.                             | B.                             | M.       | B.       | M.    | B.    |
| 2021-2022             | VfL Bochum            | Bundesliga            | 13          | 0           | 2                     | 0                     | -                              | -                              | -                              | -        | -        | 15    | 0     |
| 2022-2023             | VfL Bochum            | Bundesliga            | 23          | 0           | 2                     | 0                     | -                              | -                              | -                              | -        | -        | 25    | 0     |
| 2023-2024             | VfL Bochum            | Bundesliga            | 24          | 2           | 1                     | 0                     | -                              | -                              | -                              | 2        | 0        | 27    | 2     |
| Sous-total            | Sous-total            | Sous-total            | 60          | 2           | 5                     | 0                     | -                              | 0                              | 0                              | 2        | 0        | 67    | 2     |
| 2024-2025             | SC Fribourg           | Bundesliga            | 17          | 0           | 3                     | 0                     | -                              | -                              | -                              | -        | -        | 20    | 0     |
| Sous-total            | Sous-total            | Sous-total            | 17          | 0           | 3                     | 0                     | -                              | -                              | -                              | -        | -        | 20    | 0     |
| Total sur la carrière | Total sur la carrière | Total sur la carrière | 77          | 2           | 8                     | 0                     | -                              | 0                              | 0                              | 2        | 0        | 87    | 2     |